# José Calderón
José Manuel Calderón Borrallo (Villanueva de la Serena, 28 settembre 1981) è un ex cestista spagnolo.

## Biografia

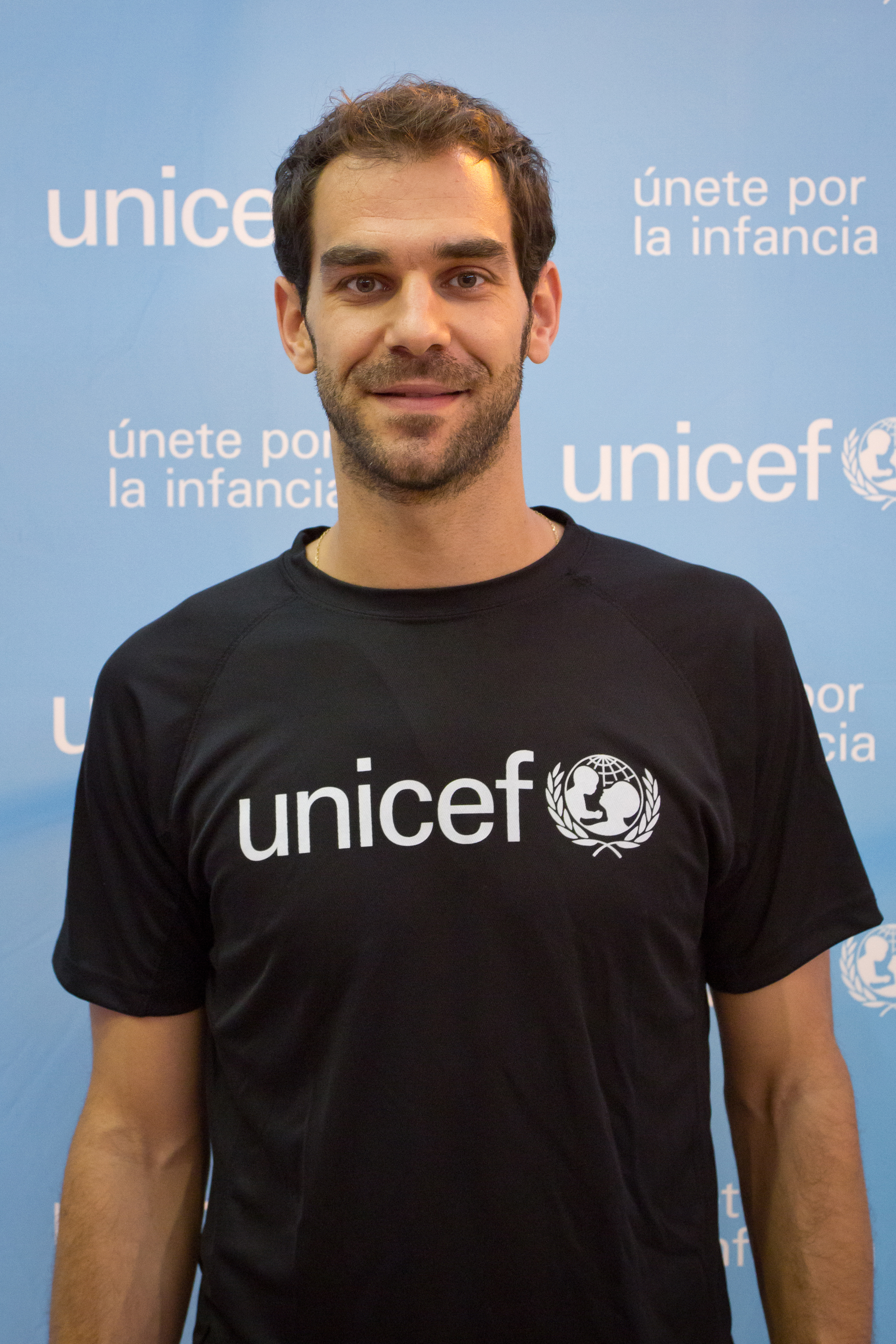
Calderón con la maglia dell'Unicef di cui è ambasciatore.

Il 20 luglio 2003 si è sposato con Ana Hurtado.
Calderón è molto attivo dal punto di vista umanitario essendo anche un ambasciatore dell'Unicef.
Nel maggio 2018 è stato al centro di un equivoco: in quel periodo è uscita fuori una notizia secondo il quale il suo patrimonio fosse di 2.2 miliardi di dollari; la scoperta è stata fatta dall'ex compagno a Cleveland Channing Frye tramite Google, ma successivamente si è rilevato essere un errore della piattaforma stessa.

## Caratteristiche tecniche
Alto 191 cm, ricopre il ruolo di playmaker. È dotato di ottima visione di gioco oltre ad essere un ottimo tiratore da 3 punti (ne ha segnati più di 900 in carriera), oltre ad avere avuto più volte un ottimo rapporto assist/palle perse.
Soffre molto nella fase difensiva.

## Carriera

### Europa: Spagna (1998-2005)
La prima squadra di Calderón fu quella della sua città, il Doncel de la Serena: all'età di 13 anni entrò nelle giovanili del Saski Baskonia; dopo diverse esperienze in prestito tornò a Vitoria-Gasteiz nel 2002, città in cui Calderón vi rimase fino 2005. Diventò stabilmente il playmaker titolare della squadra basca a partire dalla stagione 2003-2004, nella quale conquista il suo primo trofeo, la Copa del Rey. La stagione successiva arriva secondo sia nell'Eurolega 2004-2005 (finale persa contro il Maccabi) sia in campionato (dietro il Real Madrid). In questa stagione Calderón si affermò definitivamente come uno dei migliori giocatori di basket europei, tanto che al termine della regular season della Liga ACB 2004-2005 viene inserito nel quintetto ideale del campionato (12,4 punti, 2,6 rimbalzi e 3,0 assist a partita).

### NBA (2005-2019)

#### Toronto Raptors (2005-2013)

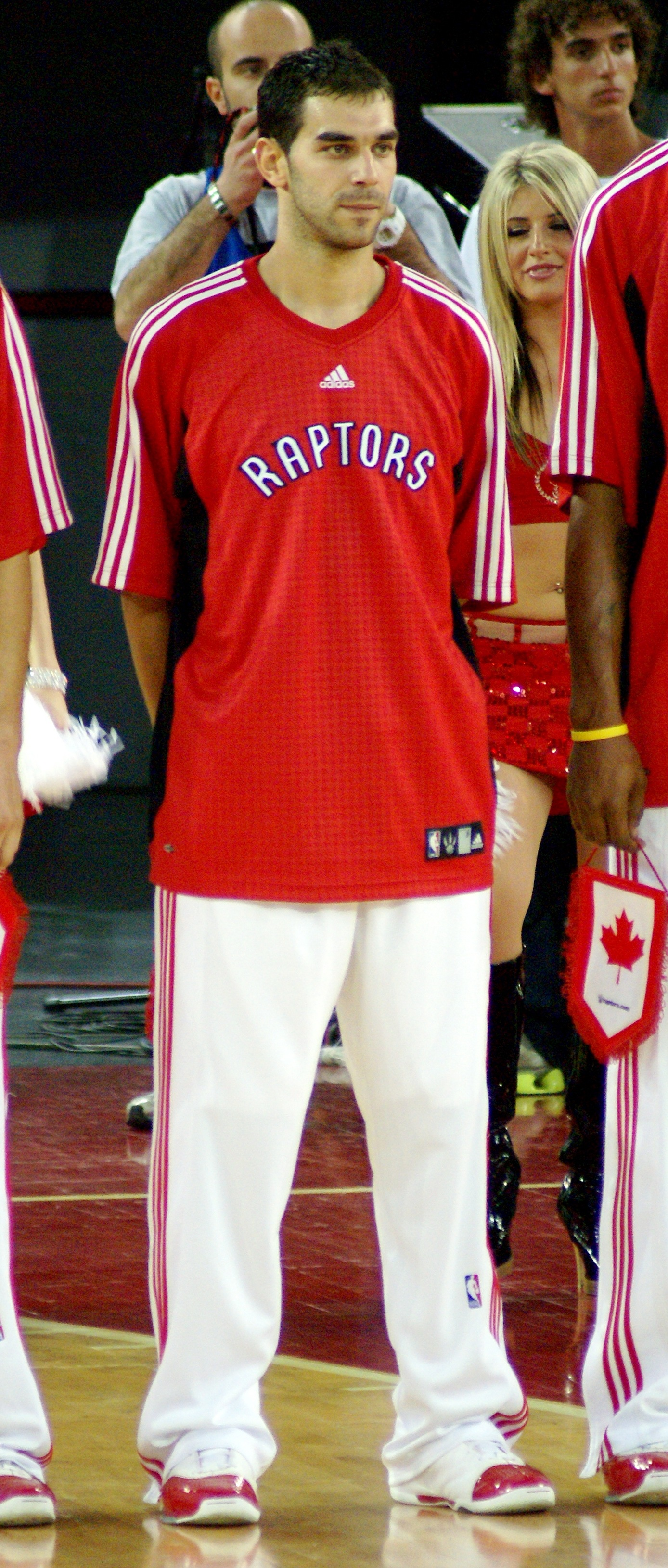
Calderón con la maglia dei Toronto Raptors

Il 4 agosto 2005 firmò un contratto da free agent con i Toronto Raptors, e si trasferì in Canada per giocare nella NBA dopo essere stato undrafted nel 2003.
Nella sua stagione da rookie (ovvero la 2005-2006) si posizionò al terzo posto tra le matricole come numero di assist. Nelle prime due stagioni a Toronto Calderón ricevette un buon minutaggio, intorno ai 20 minuti: dal 2007-08 è, con relativa continuità, il playmaker titolare dei Raptors. La sua stagione migliore fu quella 2008-09, quando partì da titolare in tutte e 68 le partite da lui disputate, facendo registrare i career-high anche in punti, assist, minutaggio e percentuale ai liberi (in questa statistica sarà il migliore di sempre della NBA per quanto riguarda una singola stagione, battendo il vecchio record di Calvin Murphy).
Nella stagione successiva invece si alternò con Jarrett Jack come titolare. Tornò titolare la stagione successiva con la cessione di Jack ai New Orleans Hornets nel novembre 2010. Il 12 febbraio 2012 segnò 30 punti nella partita interna persa per 94-92 contro i Los Angeles Lakers, suo nuovo career-high.

#### Detroit Pistons (2013)

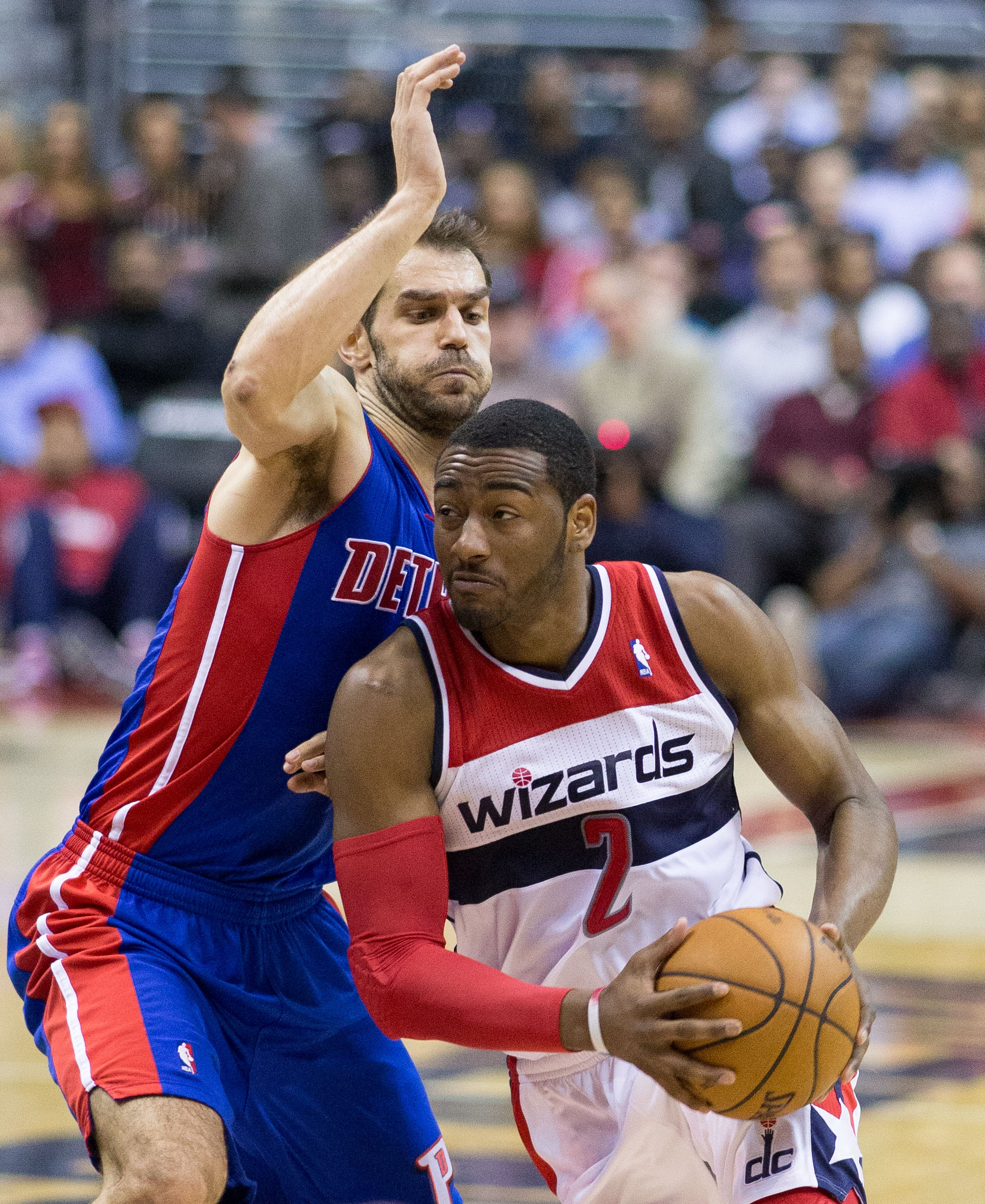
Calderón (sinistra) contro John Wall

Il 30 gennaio 2013 venne ceduto ai Detroit Pistons in una trade a tre squadre che vide coinvolti anche i Toronto Raptors e i Memphis Grizzlies. I Raptors acquisirono l'ala piccola Rudy Gay e il centro Hamed Haddadi dai Memphis Grizzlies, che acquisirono a loro volta le ali piccole Tayshaun Prince e Austin Daye. Diventò subito il playmaker titolare della squadra giocando 28 partite con i Pistons tutte da titolare. L'11 febbraio 2013 contribuì alla vittoria dei Detroit Pistons contro i Milwaukee Bucks per 105-100 con 23 punti e 10 assist.

#### Dallas Mavericks (2013-2014)
L'11 luglio 2013 firma un contratto quadriennale a 29 milioni di dollari con i Dallas Mavericks. A Dallas torna a disputare dopo 6 anni dell'ultima volta (in cui giocava nei Toronto Raptors) i playoffs, arrivandoci con una media da 3 punti del 44,9%.
I Mavericks si qualificano da ottavi alla post-season, e vanno a giocare contro i San Antonio Spurs, arrivati primi nella Western Conference. Nonostante sulla carta (non tanto per i membri della squadra in quanto i Dallas Mavericks all'epoca disponevano di giocatori di livello come Dirk Nowitzki, Shawn Marion e Vince Carter) sembrasse non esserci storia vista la distanza tra le due squadre nella classifica dell'ovest, sul campo non fu così: gli Spurs, vincono le prime due gare ma la terza viene vinta dai Mavs. In gara-4 gli speroni trionfarono 109-103 portandosi in vantaggio per 3-1 nella serie. Tuttavia Dallas vinse gara-5 e gara-6 pareggiando la serie. Ma in gara-7 furono gli speroni a prevalere col punteggio di 119-96 eliminando così i Mavs. Calderón durante la serie tenne la massima percentuale ai tiri liberi (100%) e delle ottime percentuali al tiro da tre (47,8%) e delle ottime percentuali dal campo (46,2%) e 10,3 punti, 4,4 rimbalzi e 1,3 rimbalzi a partita.

#### New York Knicks (2014-2016)
Il 25 luglio 2014 viene ceduto insieme a Samuel Dalembert, Shane Larkin e Wayne Ellington ai New York Knicks in cambio di Tyson Chandler e Raymond Felton. Ai Knicks ritrovò Andrea Bargnani suo compagno ai Toronto Raptors dal 2006 al 2013 (il cestista romano giocò un anno in meno nelle file dei Raptors rispetto a Calderón) e Quincy Acy, suo compagno sempre a Toronto, ma solamente nella stagione 2012-2013 (ovvero la stagione da rookie di Acy). In stagione disputò solo 42 partite con i Knicks (tutte da titolare) a causa di due infortuni: il primo lo rimediò durante la pre-season, e gli fece saltare le prime 13 partite, il secondo invece lo subì il 28 febbraio 2015 che lo costrinse a terminare anzitempo la sua stagione. Nella stagione successiva Calderón giocò 72 partite, tutte da titolare.

#### Il breve passaggio ai Chicago Bulls e Los Angeles Lakers (2016-2017)
Il 22 giugno 2016 venne ceduto insieme a Robin Lopez e Jerian Grant ai Chicago Bulls in cambio di Derrick Rose e Justin Holiday. Però in luglio, quindi molto prima dell'inizio della stagione, viene ceduto via trade ai Los Angeles Lakers per liberare spazio salariale in vista dell'arrivo a Chicago di Dwyane Wade. In novembre fu il titolare della squadra a causa dell'infortunio di D'Angelo Russell. Il 6 dicembre 2016, pochi giorni dopo la gara esterna contro i Memphis Grizzlies (persa per 103-100), in cui lui giocò 8 minuti totalizzando 0 punti e 1 assist, gli venne diagnosticato un ceppo al tendine del ginocchio che lo tenne fuori per un mese. Nel mese gennaio fu inserito nel quintetto base a causa di un nuovo infortunio accorso a D'Angelo Russell; il 27 febbraio 2017 venne tagliato dai gialloviola, terminando così la sua esperienza ai Lakers dopo 24 partite (di cui 11 da titolare).

#### Il breve passaggio ai Golden State Warriors e Atlanta Hawks (2017)

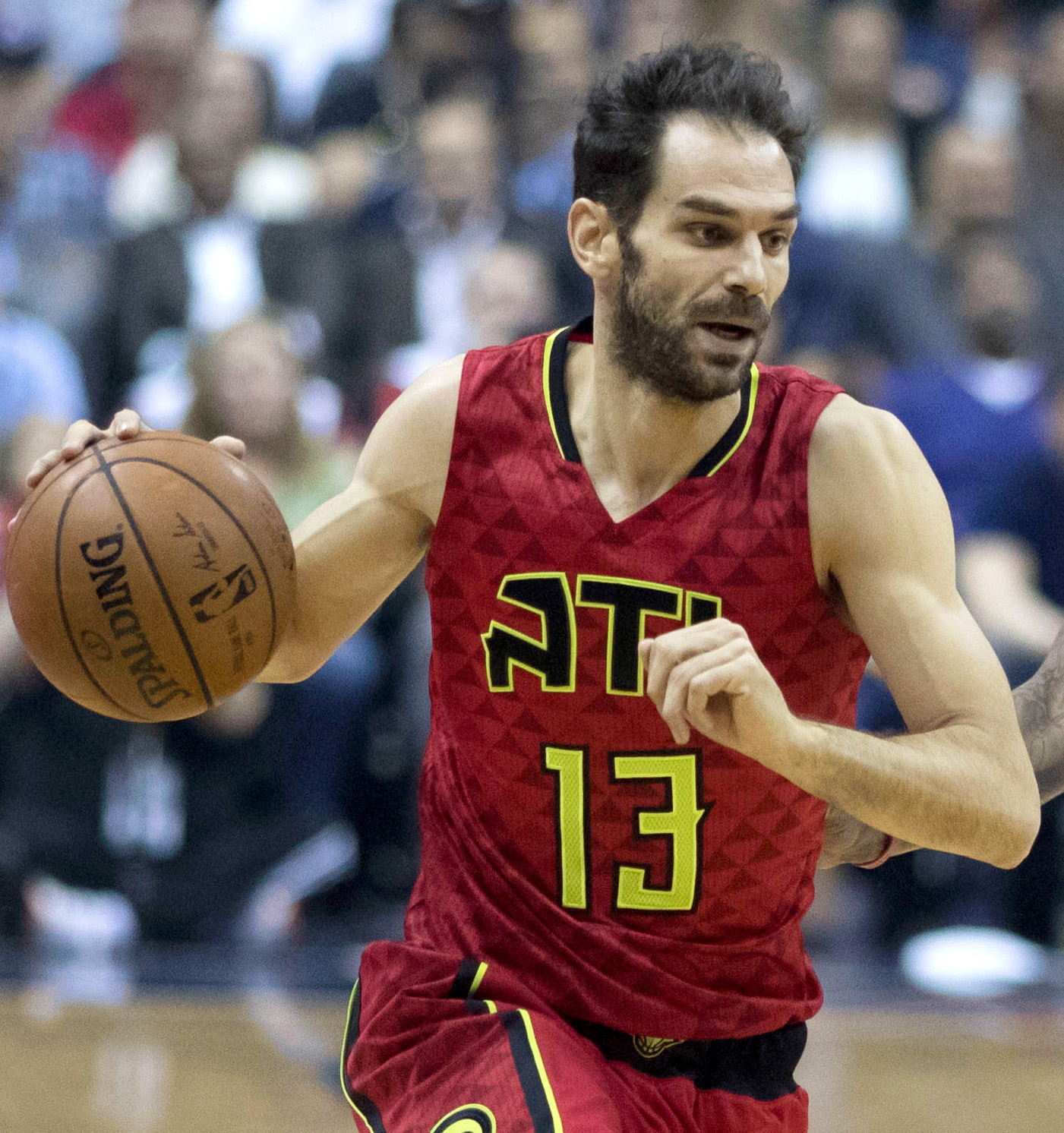
Calderón in azione con la canotta degli Atlanta Hawks

A seguito del taglio da parte dei Lakers, Calderón si accordò con i Golden State Warriors per andare a fare la riserva di Stephen Curry; tuttavia l'accordo saltò in quanto il 1º marzo 2017, durante la gara esterna contro gli Washington Wizards (persa dai gialloblù col punteggio di 112-108) Kevin Durant si infortunò, e allora gli Warriors decisero di non firmare Calderón per firmare Matt Barnes. Ciononostante, il 2 marzo, la franchigia della baia fece firmare a Calderón un contratto di 415.000 dollari fino alla fine della stagione.
Il 4 marzo 2017 Calderón firmò da free agent con gli Atlanta Hawks, bisognosi di un playmaker vista la presenza nel roster dei soli Dennis Schröder e Malcolm Delaney (quest'ultimo una guardia adattata a giocare da play). Esordì 5 giorni dopo con i falchi nella gara vinta in casa per 110-105 contro i Brooklyn Nets mettendo a referto 1 assist in 12 minuti.
Partì per la prima volta da titolare con i falchi l'8 aprile nella sorprendente vittoria in trasferta per 114-100 alla Quicken Loans Arena di Cleveland contro i locali Cleveland Cavaliers, campioni in carica; in quella gara il play spagnolo disputò 25 minuti in cui mise a referto 7 punti, 7 rimbalzi e 4 assist.
Il 13 aprile durante l'ultima partita della stagione, persa per 104-86, in trasferta contro gli Indiana Pacers Calderón partì titolare e segnò 12 punti in 29 minuti.
Alla fine della stagione gli Hawks arrivarono quinti nella Eastern Conference con un record di 43 vittorie e 39 sconfitte, qualificandosi così per i playoffs che Calderón tornò a disputare dopo 4 anni, oltre che per la quarta volta in carriera. Lo spagnolo diede il proprio contributo alla qualificazione della squadra in post-season.
Nei playoffs Calderón giocò tutte e 6 le gare degli Hawks che uscirono al primo turno contro gli Washington Wizards perdendo la serie per 4-2.

#### Cleveland Cavaliers (2017-2018)
Il 2 luglio 2017 firmò un annuale a 2,3 milioni con i Cleveland Cavaliers, andando così a giocare in una delle squadre aspiranti al titolo. Il 4 marzo 2018 segnò 19 punti contro i Toronto Raptors, sua ex squadra. Dopo un percorso non facile ai playoffs a est (dove José giocò 13 delle 22 partite della squadra, di cui 3 in quintetto base tutte al primo turno contro gli Indiana Pacers), in finale i Cavs persero per 4-0 la serie contro i Golden State Warriors. Calderón fu comunque il terzo cestista spagnolo in assoluto a raggiungere le finali NBA dopo Pau Gasol e Serge Ibaka.

#### Ritorno ai Detroit Pistons e ritiro (2018-2019)
Il 3 luglio 2018 venne ufficializzato il suo ritorno ai Detroit Pistons, dove ritrovò Dwane Casey, suo allenatore nell'ultimo anno e mezzo in cui Calderón giocò a Toronto. A fine stagione rimane svincolato, e il 4 novembre 2019 (dopo non avere trovato alcuna squadra che lo ingaggiasse) annunciò il ritiro dall'attività agonistica.

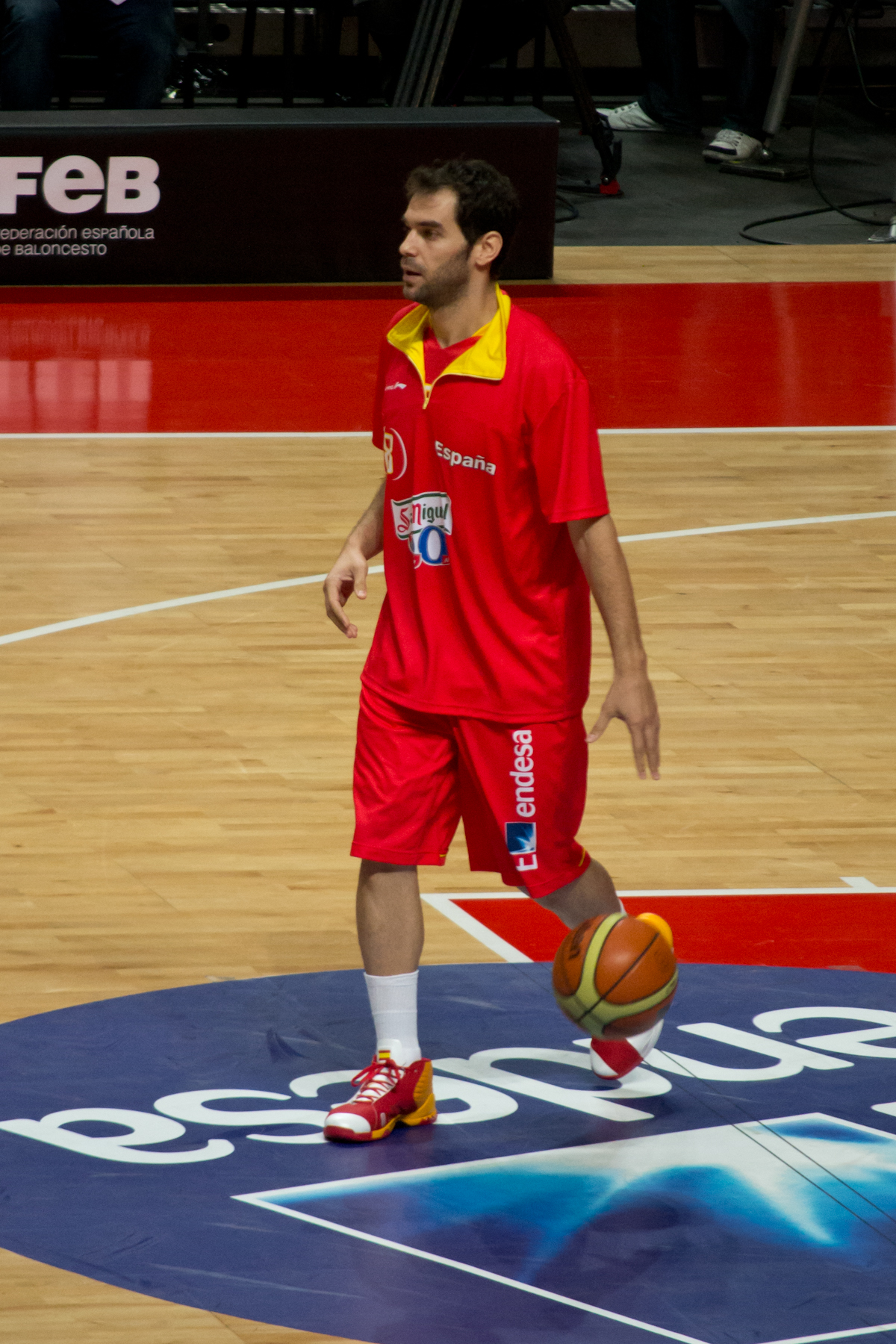
Calderón in allenamento con la nazionale

### Nazionale
Dopo aver rappresentato le nazionali giovanili, dal 2002 entrò a far parte del giro della Nazionale spagnola, con cui debutto ai Mondiali 2002. Vinse il campionato mondiale 2006 insieme al suo ex compagno di squadra ai Toronto Raptors Jorge Garbajosa e l'Europeo 2011, dove la sua prestazione in finale venne considerata decisiva per la vittoria delle nazionale iberica sulla Francia con 17 punti messi a referto. Partecipò a tutte le competizioni internazionali della nazionale maggiore iberica dal 2002 al 2016, eccetto l'Europeo 2009 e il Mondiale 2010. Nella semifinale degli Europei del 2005 fallì il tiro da tre punti sullo scadere che avrebbe permesso agli spagnoli di eliminare la Germania. Ad Eurobasket 2007 venne inserito nel quintetto ideale della manifestazione; alle Olimpiadi 2008 fu costretto a saltare le ultime due gare (finale e semifinale) per un infortunio. In quest'ultima la Spagna non riuscì a compiere l'impresa di battere gli Stati Uniti contro cui perse con grande dignità per 118-107 in finale.
Negli anni successivi continuò a giocare con la nazionale iberica alternandosi con Ricky Rubio.
Nel 2016, dopo le Olimpiadi (in cui ottenne la medaglia di bronzo), lasciò la Nazionale. Con la Spagna Calderón ha ottenuto 8 medaglie, oltre ad avere disputato 3 mondiali (2002, 2006 e 2014), 5 europei (2003, 2005, 2007, 2011 e 2013) e 3 olimpiadi (2008, 2012 e 2016).

## Statistiche

### NBA
| * | Primo nella lega |
| * | Record           |

#### Regular Season
| Anno      | Squadra             | PG  | PT  | MP   | TC%  | 3P%   | TL%   | RP  | AP  | PRP | SP  | PP   |
| --------- | ------------------- | --- | --- | ---- | ---- | ----- | ----- | --- | --- | --- | --- | ---- |
| 2005-2006 | Toronto Raptors     | 64  | 11  | 23,2 | 42,3 | 16,3  | 84,8  | 2,2 | 4,5 | 0,7 | 0,1 | 5,5  |
| 2006-2007 | Toronto Raptors     | 77  | 11  | 21,0 | 52,1 | 33,3  | 81,8  | 1,7 | 5,0 | 0,8 | 0,1 | 8,7  |
| 2007-2008 | Toronto Raptors     | 82  | 56  | 30,3 | 51,9 | 42,9  | 90,8  | 2,9 | 8,3 | 1,1 | 0,1 | 11,2 |
| 2008-2009 | Toronto Raptors     | 68  | 68  | 34,3 | 49,7 | 40,6  | 98,1* | 2,9 | 8,9 | 1,1 | 0,1 | 12,8 |
| 2009-2010 | Toronto Raptors     | 68  | 39  | 26,7 | 48,2 | 39,8  | 79,8  | 2,1 | 5,9 | 0,7 | 0,1 | 10,3 |
| 2010-2011 | Toronto Raptors     | 68  | 55  | 30,9 | 44,0 | 36,5  | 85,4  | 3,0 | 8,9 | 1,2 | 0,1 | 9,8  |
| 2011-2012 | Toronto Raptors     | 53  | 53  | 33,9 | 45,7 | 37,1  | 88,2  | 3,0 | 8,8 | 0,9 | 0,1 | 10,5 |
| 2012-2013 | Toronto Raptors     | 45  | 30  | 30,2 | 28,3 | 42,9* | 90,4  | 2.4 | 7,4 | 0,6 | 0,1 | 11,1 |
| 2012-2013 | Detroit Pistons     | 28  | 28  | 31,7 | 52,7 | 52,0* | 89,3  | 2,5 | 6,6 | 1,1 | 0,1 | 11,6 |
| 2013-2014 | Dallas Mavericks    | 81  | 81  | 30,5 | 45,6 | 44,9  | 82,5  | 2,4 | 4,7 | 0,9 | 0,1 | 11,4 |
| 2014-2015 | N.Y. Knicks         | 42  | 42  | 30,2 | 41,5 | 41,5  | 90,6  | 3,0 | 4,7 | 0,7 | 0,0 | 9,1  |
| 2015-2016 | N.Y. Knicks         | 72  | 72  | 28,1 | 45,9 | 41,4  | 87,5  | 3,2 | 4,2 | 0,9 | 0,1 | 7,6  |
| 2016-2017 | L.A. Lakers         | 24  | 11  | 12,2 | 41,6 | 35,3  | 100,0 | 1,7 | 2,1 | 0,3 | 0,0 | 3,3  |
| 2016-2017 | Atlanta Hawks       | 17  | 2   | 14,5 | 40,4 | 26,7  | 87,5  | 1,9 | 2,2 | 0,2 | 0,0 | 3,6  |
| 2017-2018 | Cleveland Cavaliers | 57  | 32  | 16,0 | 50,3 | 46,4  | 80,0  | 1,5 | 2,1 | 0,5 | 0,0 | 4,5  |
| 2018-2019 | Detroit Pistons     | 49  | 0   | 12,9 | 37,5 | 24,6  | 81,8  | 1,2 | 2,3 | 0,3 | 0,1 | 2,3  |
| Carriera  | Carriera            | 895 | 591 | 26,4 | 47,2 | 40,7  | 87,3  | 2,4 | 5,8 | 0,8 | 0,1 | 8,9  |

#### Playoffs
| Anno     | Squadra             | PG | PT | MP   | TC%  | 3P%  | TL%   | RP  | AP  | PRP | SP  | PP   |
| -------- | ------------------- | -- | -- | ---- | ---- | ---- | ----- | --- | --- | --- | --- | ---- |
| 2007     | Toronto Raptors     | 6  | 1  | 24,3 | 50,7 | 25,0 | 83,3  | 1,7 | 5,3 | 0,8 | 0,0 | 13,0 |
| 2008     | Toronto Raptors     | 5  | 0  | 24,0 | 44,0 | 47,6 | 100,0 | 3,6 | 7,0 | 0,2 | 0,0 | 11,8 |
| 2014     | Dallas Mavericks    | 7  | 7  | 27,3 | 46,2 | 47,8 | 100,0 | 1,3 | 4,4 | 0,1 | 0,0 | 10,3 |
| 2017     | Atlanta Hawks       | 6  | 0  | 12,5 | 47,8 | 33,3 | -     | 1,3 | 2,2 | 0,3 | 0,2 | 4,3  |
| 2018     | Cleveland Cavaliers | 13 | 3  | 8,0  | 34,6 | 22,2 | 100,0 | 0,8 | 0,7 | 0,4 | 0,0 | 1,8  |
| 2019     | Detroit Pistons     | 3  | 0  | 3,3  | 0,0  | 0,0  | -     | 0,0 | 1,7 | 0,3 | 0,0 | 0,0  |
| Carriera | Carriera            | 40 | 11 | 16,2 | 45,9 | 37,2 | 92,9  | 1,4 | 3,1 | 0,4 | 0,0 | 6,5  |

## Palmarès

### Squadra
- Copa del Rey: 1

Saski Baskonia: 2004

### Individuale
- Miglior tiratore di liberi NBA (2009)[13]